# Naftali Temu
Naftali Temu, kenijski atlet, * 20. april 1945, Sotik, Buret, Kenija, † 10. marec 2003, Nairobi, Kenija.
Temu je nastopil na treh Poletnih olimpijskih igrah, v letih 1964 v Tokiu, 1968 v Ciudad de Méxicu in 1972 v Münchnu. Na igrah leta 1968 je osvojil naslov olimpijskega prvaka v teku na 10000 metrov in bronasto medaljo v teku na 5000 metrov. Njegova osebna rekorda sta iz leta 1971, 13:36,6 na 5000 metrov in 28:21,8 na 10000 metrov. Umrl je leta 2003 za rakom prostate star sedeminpetdeset let.